# 3 szwadron pionierów
3 szwadron pionierów – pododdział kawalerii Wojska Polskiego.

## Historia szwadronu
W listopadzie 1924 został sformowany szwadron pionierów przy 3 Dywizji Kawalerii. 21 listopada 1924 minister spraw wojskowych przydzielił rotmistrza Michała Zakrzewskiego z 16 pułku ułanów na stanowisko dowódcy szwadronu. Szwadron wchodził w skład 3 Dywizji Kawalerii w Poznaniu. 6 listopada 1924 generał dywizji Stefan Majewski, w zastępstwie ministra spraw wojskowych, rozkazem O.I.Szt.Gen. 11750 Org. ustalił następujące odznaki dla organizującego się szwadronu pionierów przy 3 DK:
- otok na czapkach rogatywkach czarny,
- proporczyki na kołnierzu kurtki i płaszcza pąsowo-czarne (barwa pąsowa u góry, barwa czarna zaś u dołu),
- na naramiennikach kurtki i płaszcza numer (cyfry arabskie) i litery „3D”[a].

Szwadron stacjonował w Poznaniu.
Od sierpnia 1926 formacją ewidencyjną szwadronu był 15 pułk ułanów w Poznaniu. W związku z powyższym do tego oddziału przeniesieni zostali rotmistrz Michał Zakrzewski oraz porucznicy: Antoni Buczyński, Kazimierz Stefanowski i Witold Skarżyński, z pozostawieniem na zajmowanych stanowiskach w szwadronie pionierów.
1 października 1926 szwadron został oddany pod inspekcję gen. dyw. Edwardowi Śmigły-Rydzowi.
4 sierpnia 1927 minister spraw wojskowych ustalił barwy szkarłatno-czarne dla proporczyka szwadronów pionierów.
24 lutego 1928 minister spraw wojskowych ustalił otok szkarłatny na czapkach oficerów i szeregowych szwadronów pionierów.
W 1929, po rozwiązaniu dywizji, został podporządkowany dowódcy Brygady Kawalerii „Poznań” i przemianowany na szwadron pionierów BK „Poznań”.
W 1930 pododdział został przemianowany na 3 szwadron pionierów.
13 sierpnia 1931 minister spraw wojskowych marszałek Polski Józef Piłsudski rozkazem G.M. 7759 I. zatwierdził wzór i regulamin odznaki pamiątkowej szwadronów pionierów.
Bezpośredni nadzór nad szkoleniem i wychowaniem żołnierzy w szwadronie, jak również nadzór nad właściwym wykorzystaniem i konserwacją sprzętu saperskiego sprawował jeden z trzech dowódców grup saperów. Był on również kierownikiem corocznych koncentracji jednostek saperskich.
Od 1937 szwadron wchodził w skład Wielkopolskiej Brygady Kawalerii. Do października tego roku szwadron został zreorganizowany. W 1939 najprawdopodobniej stacjonował w Koszarach im. Władysława Łokietka przy ul. Marcelińskiej.
Zgodnie z uzupełnionym planem mobilizacyjnym „W” dowódca 15 pułk ułanów był odpowiedzialny za przygotowanie i przeprowadzenie mobilizacji szwadronu pionierów nr 3 i uzupełnienia marszowego szwadronu pionierów nr 3. Obie jednostki były mobilizowane w alarmie, w grupie jednostek oznaczonych kolorem żółtym. 23 sierpnia 1939 została zarządzona mobilizacja jednostek „żółtych” na terenie Okręgu Korpusu Nr VII. Początek mobilizacji został wyznaczony na godz. 6.00 następnego dnia. Mobilizacja odbyła się w terminie (szwadronu A+36, uzupełnienia marszowego A+50) i zgodnie z elaboratem mob. Szwadron przyjął organizację wojenną L.3023/mob.org. oraz został ukompletowany zgodnie z zestawieniem specjalności L.4023/mob.AR i wyposażony zgodnie z należnościami materiałowymi L.5023/mob.mat. 27 sierpnia szwadron osiągnął pogotowie marszowe. Uzupełnienie marszowe było jednostką podległą dowódcy Okręgu Korpusu Nr VII, a zaopatrywaną przez dowódcę Armii „Poznań”. Zmobilizowany szwadron pionierów nr 3 i jego uzupełnienie marszowe przynależały pod względem ewidencji do Ośrodka Zapasowego Kawalerii „Kraśnik”.
W czasie kampanii wrześniowej szwadron pionierów nr 3 walczył w składzie Wielkopolskiej BK. Resztki szwadronu, które dotarły do Warszawy zostały włączone do szwadronu pionierów nr 6 Zbiorczej Brygady Kawalerii (rotmistrz Bartosiak został zastępcą dowódcy szwadronu, a porucznik Bülow dowódcą plutonu).

## Kadra szwadronu
Dowódcy szwadronu
- rtm. Michał Zakrzewski (XI 1924[1][2] – 1 I 1928[25])
- mjr kaw. Oskar Stetkiewicz (1 I 1928[26] – III 1930[8])
- rtm. Stanisław Kossowski (VI 1930[27][28] – 1935)
- rtm. Wacław Bartosiak[b] (1935 – 1939[29][30])

Obsada personalna w marcu 1939
- dowódca szwadronu – rtm. Wacław Bartosiak
- por. kaw. Kazimierz Jałozo
- por. kaw. Przemysław Czarnocki (do 1 VI 1939[31])

Obsada personalna we wrześniu 1939
- dowódca szwadronu – rtm. Wacław Bartosiak
- zastępca dowódcy szwadronu – por. kaw. Franciszek Brzozowski †10 IX 1939 Walewice[36]
- dowódca I plutonu – por. kaw. Gebhardt Bülow (7 psk)
- dowódca II plutonu – por. kaw. Józef Dymitr Haraszewski[d]
- dowódca III plutonu – ppor. kaw. rez. Arnold Ronke
- dowódca IV plutonu – ppor. kaw. rez. Karol Twardowski
- szef szwadronu – st. wachm. Franciszek Kaczmarek
- w szwadronie – pchor. rez. Stanisław Ponikiewski[e]

Kawalerowie Virtuti Militari
- rtm. Wacław Bartosiak
- por. kaw. Franciszek Brzozowski
- ppor. kaw. rez. Karol Twardowski
- st. wachm. Franciszek Kaczmarek